# Липський Володимир Іполитович
Липський Володимир Іполитович (27 лютого (11 березня) 1863, с. Самостріли Рівненський повіт Волинська губернія — 24 лютого 1937, Одеса) — український ботанік; член ВУАН (1922—1928 президент) і член-кореспондент АН СРСР, директор Одеського ботанічного саду.

## Біографія
Народився в селі Самостріли (нині Корецького району Рівненської області) 11 березня 1863 року. Його батько, дід і прадід були священнослужителями. У 1873 році родина Липських переїхала до Житомира. Навчався у Житомирській гімназії, в 1881 році закінчив Колегію Павла Галагана із золотою медаллю, в 1887 — Київський університет. Значний вплив на формування Липського як науковця справив завідувач кафедри систематики і морфології рослин І. Ф. Шмальгаузен. З 1887 до 1894 року працює на різних посадах в ботанічному саду Київського університету: консерватором, асистентом кафедри ботаніки. З 1889 року бере участь у наукових експедиціях на Кавказ та Північний Іран. В період з 1894 до 1917 року працює в Головному ботанічному саду Петербурга на посадах молодшого і старшого консерватора гербарію, головного ботаніка, а згодом — завідувача відділом живих рослин. Бере участь у наукових експедиціях на Кавказ, Алтай та Середню Азію для детального вивчення вискокогірної флори цих країв. В 1917 році повертається до України і бере активну участь у формуванні Української академії наук, очолює кафедру ботаніки ВУАН. У 1922–1928 роках — президент Академії. У 1928—1933 — директор Ботанічного саду в Одесі.

## Наукова діяльність
Наукові праці вченого присвячені питанням флористики, систематики та географії вищих рослин, гербарній справі, принципам організації ботанічних садів, історії ботаніки. Одним з перших дав науковий опис флори Індонезії, Тунісу, Алжиру, Середньої Азії. Зокрема, Володимир Липський описав 4 нових види, 220 нових рослин, з яких 45 названі його ім'ям. Він є автором 82 друкованих наукових праць.

### Перший київський період
Після закінчення навчань в університеті учений бере участь в численних наукових експедиціях: по Поділлю, Бессарабії, Криму, Кавказу та Середній Азії. В 1889 році вийшла перша наукова праця Липського: «Исследование о флоре Бессарабии» в якій, зокрема було наведено опис нового виду рослин мласкавця бессарабського (Valerianella bessarabica Lipsky). Декілька звітів про експедиції учений опублікував у «Записках Київського товариства дослідників природи».

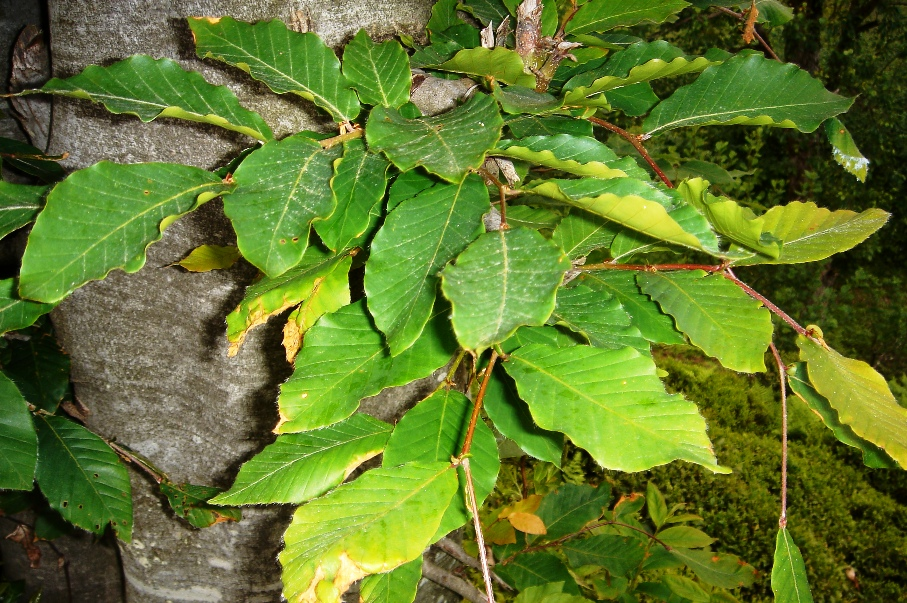
Бук східний, одна з рослин, відкритих та досліджених Володимиром Липським

Починаючи з 1889 року Володимир Липський відвідує Кавказ з метою дослідження рослинного світу цього регіону. Результатом подорожей є опис близько 40 нових видів та різновидностей рослин. З метою визначення самобутності кавказької флори та для проведення порівняльних досліджень відвідав також Північний Іран. Підсумки досліджень флори Кавказу опублікував у монографії «Флора Кавказа. Свод сведений о флоре Кавказа за двухсотлетний период ее исследования, начиная от Турнефора и кончая XIX веком». Книга зокрема містить повний перелік з близько 4500 видами рослин та точні дані про їхнє поширення. На Кавказі учений описав три нових роди квіткових рослин: Beketowia, Orthorhiza та Schumannia. Серед нових описаних Володимиром Липським рослин Кавказу можна відзначити діоскорею кавказьку (Dioscorea caucasica Lipsky), бук східний (Fagus orientalis Lipsky), любисток кавказький (Levisticum caucasicum Lipsky), перстач Алексєєнка (Potentilla alexeenkoi Lipsky), тюльпан кавказький (Tulipa caucasica Lipsky), звіробій понтійський (Hypericum ponticum Lipsky) та багато інших.

### Петербурзький період
Починаючи з 1894 року Володимир Липський працює в ботанічному саду Петербурга. В період 1894—1896 років він продовжує розпочаті в Києві дослідження флори Кавказу. З 1896 року він починає вивчати флору високогірних районів Середньої Азії. Учений дослідив південні схили Гіссарського хребта, Паміро-Алтай, Тянь-Шань, Джунгарський Алатау, Копет-Даг, Ферганську та Зеравшанську долини, при чому в багатьох з районів він побував першим з ботаніків. Результатом експедицій стали більше тридцяти наукових праць та монографій, зокрема і таких:
- «Материалы для флоры Средней Азии»,
- «Флора Средней Азии, т.е. Русского Туркестана и ханств Бухары и Хивы»,
- «Горная Бухара».

В цих працях Володимир Липський критично переглянув ботанічні знання щодо вищезазначених регіонів, виправив помилки попередніх дослідників, описав близько ста нових видів та чотири нових роди: Korshinskia, Galagania, Koslovia, Ladyginia.
Велику увагу вчений приділяв дослідженню історії Петербурзького ботанічного саду та його гербарних фондів та колекцій. Результати цієї роботи були опубліковані в наступних працях:
- «Гербарий С.-Петербургского ботанического сада к концу его 75-летнего существования, 1823—1898»,
- «Исторический очерк С.-Петербургского ботанического сада, 1713—1913»,
- «Биографии и литературная деятельность ботаников и лиц, соприкасавшихся с ботаническим садом».

В період 1900—1902 років Володимир Липський відвідує різні країни з метою дослідження гербаріїв та ботанічних садів різних країн. Загалом вчений зумів відвідати усі континенти земної кулі окрім Австралії та Антарктиди.

### Другий київський період
За рекомендацією першого президента Української Академії наук (УАН) Володимира Вернадського 30 грудня 1918 року на засіданні ІІ фізико-математичного відділу УАН Володимира Липського було обрано директором новоствореного ботанічного саду в Києві. Окрім завідування Ботанічним садом Липський також керував кафедрою квіткових рослин ВУАН та брав активну участь в організації різних академічних структур, зокрема природничого профілю, таких як:
- Комісія УАН по вивченню природних багатств України (створена в березні 1919 року),
- Комісія по вивченню фауни України,
- Видавнича комісія ІІ відділу УАН,
- Комісію енциклопедичного словника (голова),
- Комісію по ревізії бібліотеки УАН,
- у Військово-промисловому комітеті (представником академії).

В 1919 році Володимира Липського одноголосно обирають дійсним членом Української Академії наук, у 1920 році — членом правління УАН, а в 1921 році — віце-президентом.
Володимир Липський був ініціатором створення Ботанічного саду УАН, розробив план саду і почав його практичне створення в дворі Президії Академії наук по вулиці Володимирській в Києві. Нинішній Ботанічний сад Академії наук було розбито в 1935 році в київському районі Звіринець.
В серпні 1919 року Після від'їзду секретаря ІІ відділу УАН Степана Тимошенка за кордон Володимир Липський виконував повноваження секретаря ІІ Відділу, а у жовтні 1921 року його було обрано товаришем президента Академії наук України. 12 червня 1922 року загальні збори ВУАН обрали Володимира Липського президентом. Спроби втручання радянської влади в діяльність наукових установ відбилася і на долі Липського. Для вивчення стану роботи ВУАН створюється комісія Народного Комісаріату освіти України. У висновках цієї комісії керівництво академії, і, насамперед, Президію, яку очолював Володимир Липський, зокрема було звинувачено в недотриманні законів радянської влади, їм це інкримінувалось як політичні порушення. Комісія пропонувала негайно оголосити перевибори президента ВУАН, провести нове затвердження складу академіків, встановити тверду структуру та штати академії. Партійне керівництво вважало Володимира Липського «політично інертним» президентом, який передовірив управління академією С. О. Єфремову та А. Ю. Кримському. В 1928 році науковець подає у відставку з посади президента ВУАН.

### Одеський період
21 червня 1928 року, залишивши посаду президента, Володимир Липський виїхав до Одеси, де очолив Одеський ботанічний сад. Під час роботи в Одесі зробив значний внесок у пожвавлення наукової роботи садуйого розширення, виховання молодих науковців, впорядкування гербарію.
У 1927—1930 роках Володимир Липський вивчав водорості Чорного моря (зокрема в районі Карадагської гідробіологічної станції), досліджував вплив рослинності Атманайського лиману на Азовському морі на утворення та випадання солей, брав участь у роботах Українського інституту з каучуку та каучуконосів. Особливу увагу приділяв дослідженню філофори червоної. Ця водорість стала матеріалом для виготовлення йоду та агар-агару, які на той час ввозили з-за кордону. Так звані йодні експедиції на Чорному морі були проведені у 1930—1931 роках на яхті «Сирена», на суднах «Друг жизни» та «Лысковский» і як наслідок в 1931 році завдяки діяльності Володимира Липського в Одесі було відкрито перший в Україні йодний завод.
Володимир Липський працював директором Одеського ботанічного саду до 1933 року, після чого подав у відставку у зв'язку із небажанням підтримувати ідеї Трохима Лисенка і до самої своєї смерті працював науковим консультантом ботанічного саду. В 1936 здійснює останню наукову подорож — до Узбекистану та Туркменистану. Помер 24 лютого 1937 р. в Одесі.

## Таксони, описані В. Липським
- Fagus orientalis Lipsky — Бук східний
- Inula magnifica Lipsky [Архівовано 8 вересня 2008 у Wayback Machine.]

## Визнання
Іменем ученого названо такі таксони:
- Lipskya insignis (Lipsky) Nevski

## Вшанування пам'яті
На честь Володимира Липського названо два нові роди: Липскія (Lipskya) і Липскіелла (Lipskyella) та 54 нові види рослин (зокрема ковила Липського, молочай Липського, чебрець Липського, клен Липського тощо), які ввійшли у флористичні зведення всіх країн.
У 1950-х роках могилу вченого і надгробний пам'ятник було зруйновано, а місце поховання втрачено. Лише на прохання Президії Академії наук України у 1990 році виконком Одеської міської ради ухвалив постанову «Про увічнення пам'яті академіка Володимира Липського».
На будинку Президії Національної академії наук України встановлена меморіальна дошка В. Липського.